# Kurów (powiat suski)
Kurów – wieś w Polsce położona w województwie małopolskim, w powiecie suskim, w gminie Stryszawa. Położona jest na wysokości 600–630 m n.p.m. w Paśmie Pewelsko-Ślemieńskim, u południowych podnóży Wajdów Gronia i Małysiaków Gronia.
Wieś założono w XVI wieku i należała do rodzin Komorowskich i Grudzińskich. W latach 1975–1998 miejscowość należała administracyjnie do województwa bielskiego.
Na terenie wsi działalność duszpasterską prowadzi Kościół Rzymskokatolicki (parafia św. Józefa Robotnika).

## Części wsi
| SIMC    | Nazwa       | Rodzaj    |
| ------- | ----------- | --------- |
| 0069032 | Borusiówka  | część wsi |
| 0069049 | Guziakówka  | część wsi |
| 0069055 | Heredówka   | część wsi |
| 0069061 | Jeżowice    | część wsi |
| 0069078 | Jopkówka    | część wsi |
| 0069084 | Kępa        | część wsi |
| 0069090 | Krale       | część wsi |
| 0069109 | Kramarzówka | część wsi |
| 0069115 | Orkiszówka  | część wsi |
| 0069121 | Rzepki      | część wsi |
| 0069138 | Szwaby      | część wsi |

## Zabytki
- drewniana kaplica z obrazem Matki Bożej z 1826
- posąg Chrystusa upadającego pod krzyżem z I połowy XIX wieku
- posąg z 1831 umieszczony wewnątrz murowanej kaplicy

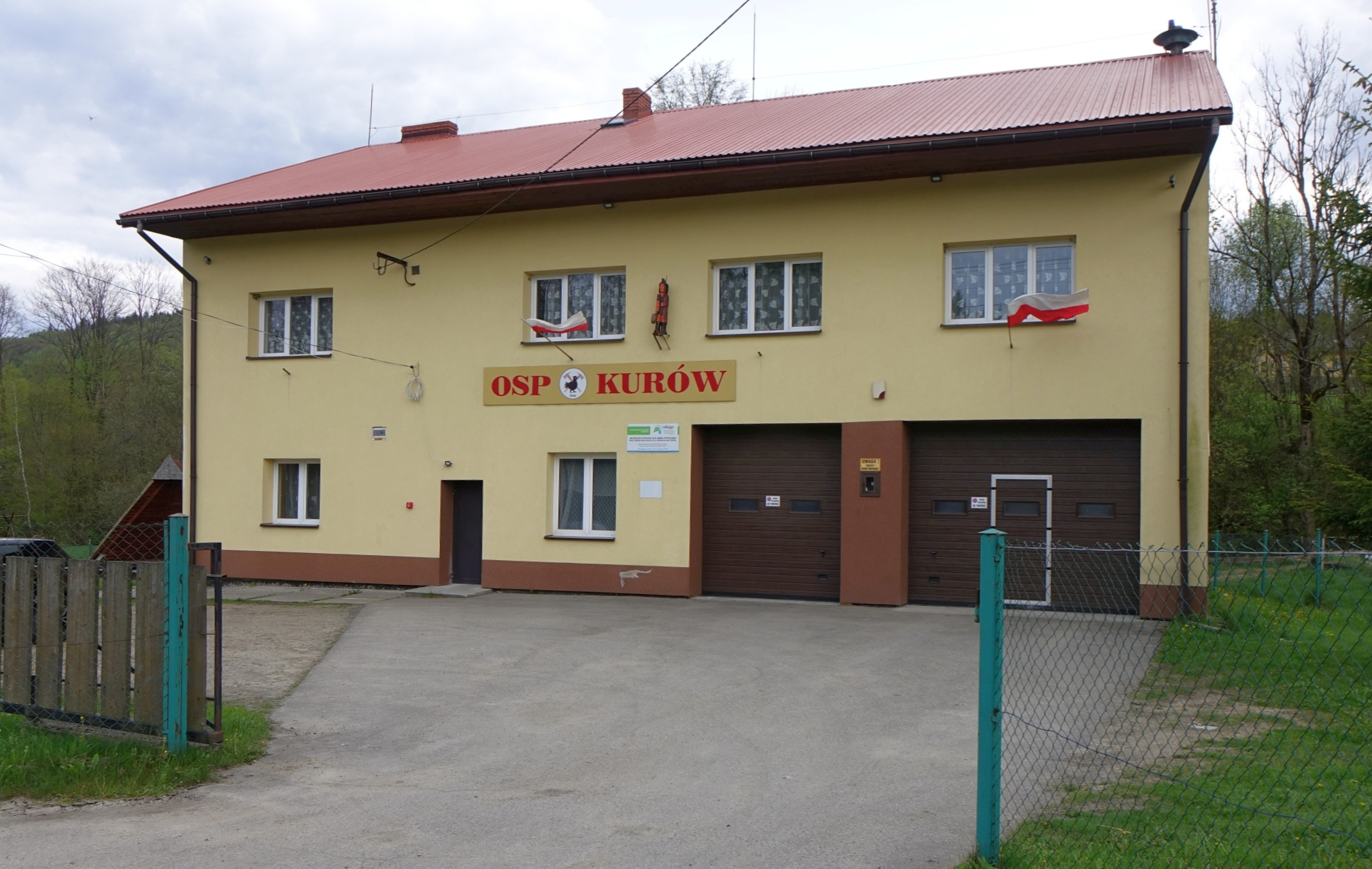
Remiza OSP
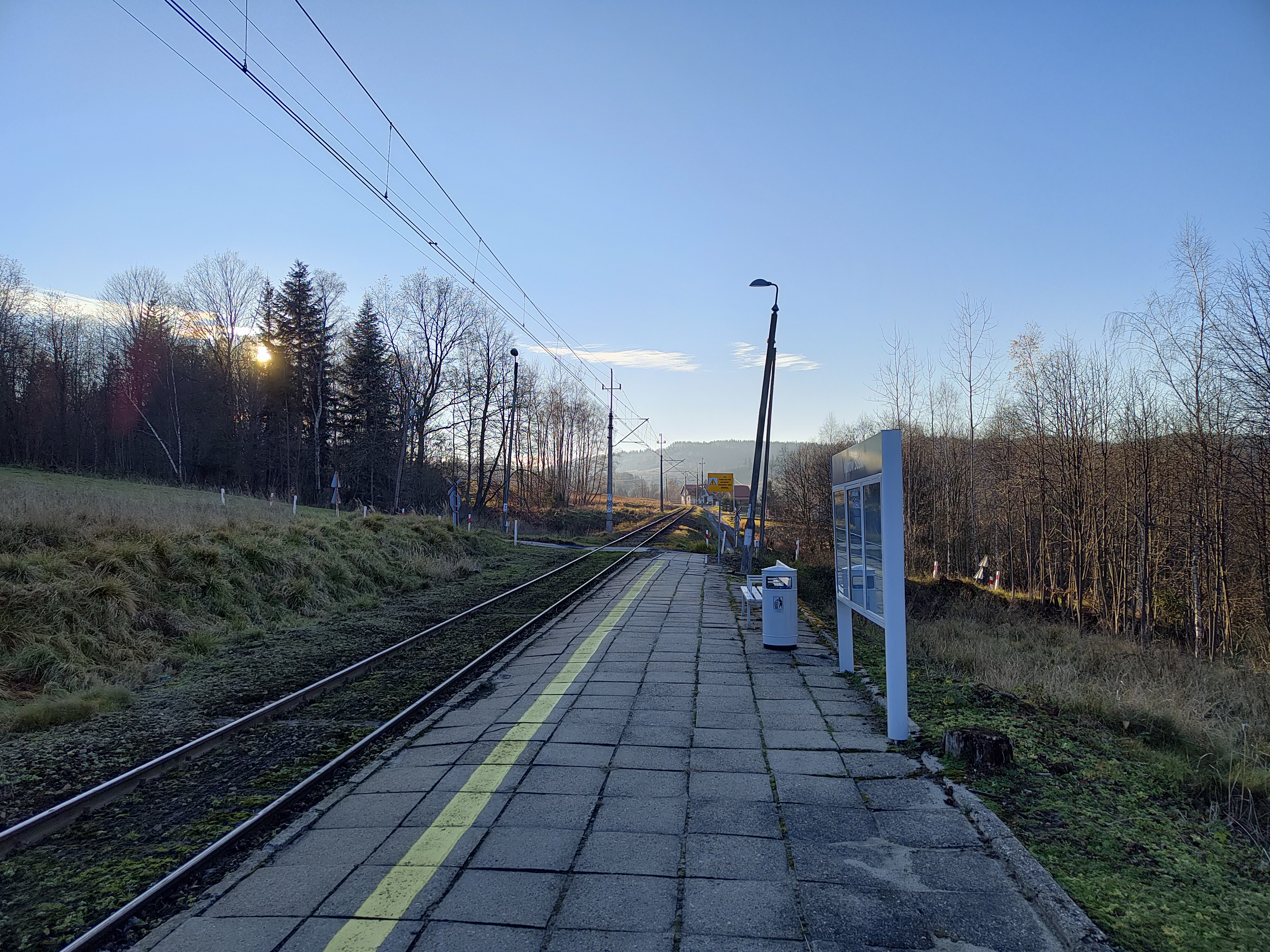
Przystanek kolejowy Kurów Suski